# Antonio Maria Aprile

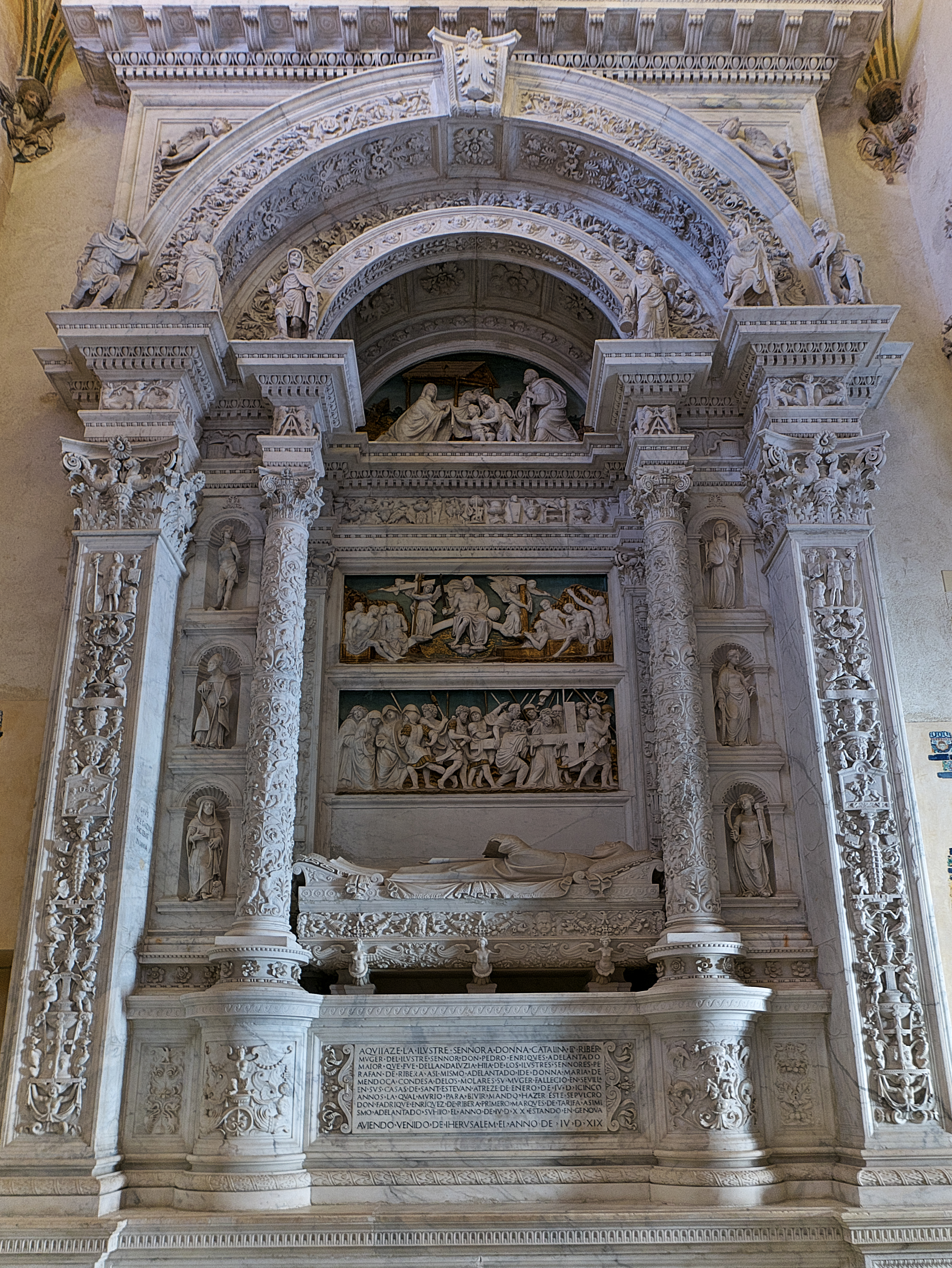
Grabmal der Catalina de Ribera y Hurtado de Mendoza, Cartuja de Sevilla, 1520–1525

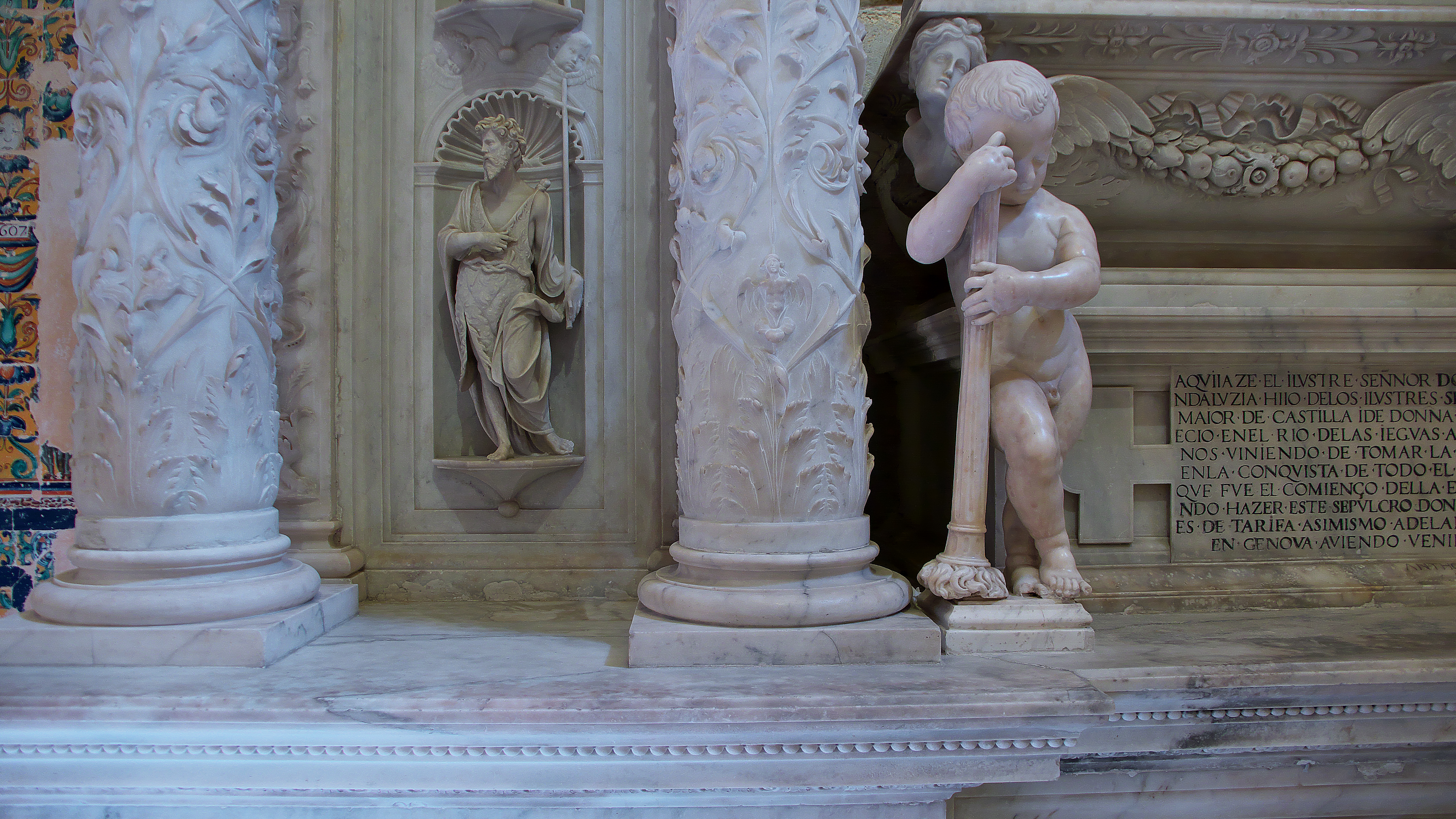
Antonio María Aprile: Detail des Grabmals von Pedro Enríquez de Quiñones (1522)

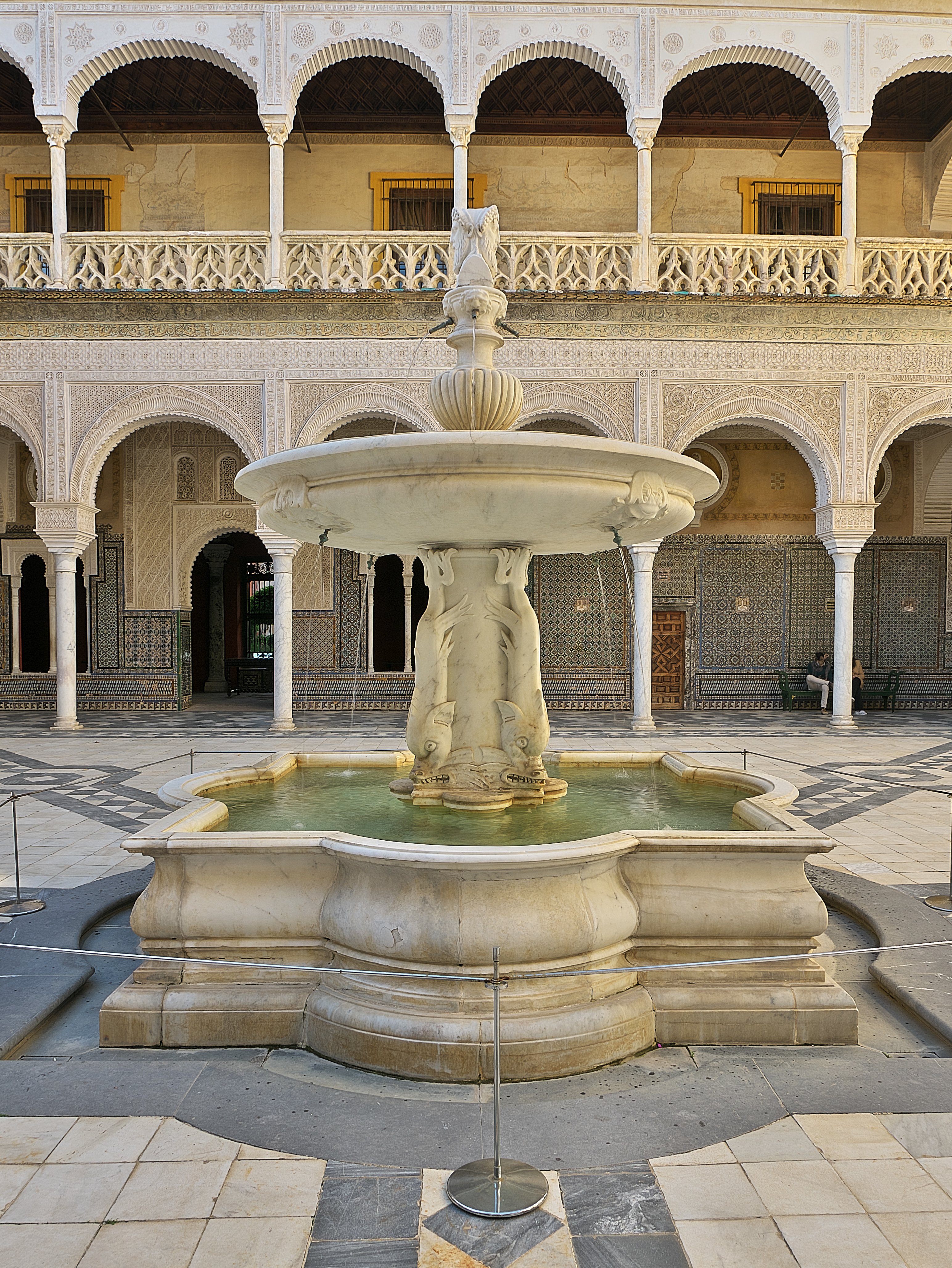
Springbrunnen im Haupthof der Casa de Pilatos

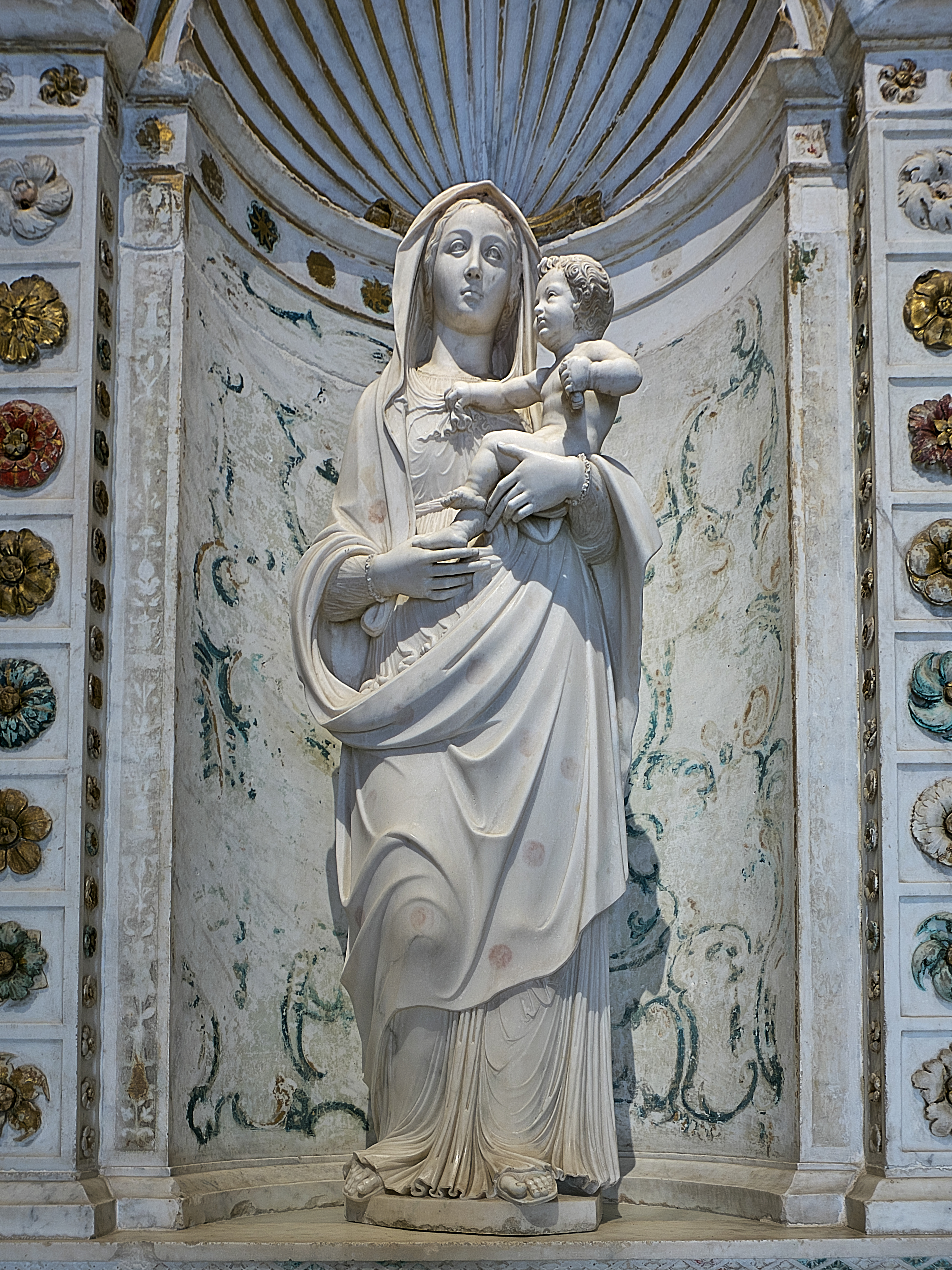
Jungfrau mit Kind, Kartäuserkloster Santa María de las Cuevas (Sevilla)

Antonio Maria Aprile (* um 1489 in Carona; † nach 1535 in Genua) war ein schweiz-italienischer Baumeister und Bildhauer der Frührenaissance.

## Leben und Werke
Antonio Maria war Sohn des Giovanni, Bruder von Giovanni Antonio und Pietro Aprile. Er war Bildhauer und Baumeister in Genua und Carrara; seine Tätigkeit ist ab 1514 nachweisbar. Er realisierte mit seinen Brüdern Pietro und Giovanni Antonio und mit Pier Angelo della Scala das Grabdenkmal des Bischofs Francisco Ruiz, Bischof von Avila, im Jahr 1526, das im Kloster San Juan de la Penitencia in Toledo aufgestellt wurde, das sich heute in der Kirche der Universität Sevilla befindet. In der Zwischenzeit war er eine Partnerschaft mit Bernardino Gaggini aus Bissone eingegangen, mit dem er verschiedene Werke für spanische Auftraggeber ausführte: so das Grabdenkmal von Don Francesco de Zufliga, Markgraf von Ayamonte, ehemals in der Kirche Sankt Franziskus von Sevilla, das 1526 fertiggestellt wurde und heute den Hauptaltar der Kirche Sankt Lorenz bei Santiago de Compostela bildet. Seine Hauptwerk ist das Denkmal von Don Pedro Henriquez de Ribera und dessen Gemahlin Catalina de Ribera, von 1520–1525, mit mehreren Mitarbeitern. In derselben Zeit entstanden auch die Kanzeln in der Kathedrale von Genua und die Kanzel und die Balustrade des Kathedrale von Savona, 1522, mit Giovanni Angelo Molinari. 
Im Jahr 1526 wurde er mit seinem Bruder Giovanni Antonio und anderen Künstlern mit der Ausführung von sechs Denkmälern betraut. Das einzige, das erhalten blieb, ist dasjenige von Don Francesco de Zuniga y Guzman und seiner Gemahlin Doña Eleonora Manrique de Castro, 1532 vollendet, in der Sankt Franziskuskirche von Sevilla. Am 31. Januar 1528 verpflichtete er sich zusammen mit seinem Bruder Pietro und Bernardino Gaggini - und erneuerte die Verpflichtung am 10. September 1529 allein - zur Ausführung bildhauerischer und architektonischer Arbeiten für die Palast des Markgrafen von Terifa in Sevilla, für die er einen Brunnen und ein Portal ausführte. Zusammen mit Pace Gaggini und den Caronesi Luca und Francesco Casella arbeitete er im Kartäuserkloster von Sevilla, wo auch das Grabdenkmal von Bischof d’Azevedo aufbewahrt wird, das die Unterschrift trägt: Antonius Maria Aprili de Charona faciebat in Ianua.
Am 10. September 1529 übernahm er den Bau eines grossen Familiengrabes für den Marques de Tarifa in der Kartause von Sevilla. Aus seiner Werkstätte gingen zehn in dieser Kirche noch stehende Denkmäler hervor. Um dieselbe Zeit erhielt er die Ausarbeitung eines grossen Portales und von vier Fenstern für die Bibliothek von Fernando Kolumbus in Sevilla. Er schuf auch dreizehn Säulen, zwei achteckige Brunnen und die Eingangsfassade des Palastes von Don Fadrique, der als Casa de Pilatos bekannt ist. Von den achteckigen Brunnen ist nur derjenige im Innenhof erhalten, der von einer Statue des römischen Gottes Janus gekrönt wird und dessen Schaft von Delphinen getragen wird. Die 1533 errichtete Fassade stellt einen römischen Triumphbogen dar, in dessen Nägeln April Medaillons mit den Bildnissen von Caesar und Trajan, den beiden römischen Kaisern mit den stärksten Verbindungen zur Stadt, angebracht hat. Auch soll der Altar der Kirche San Fedele in Vico Morcote von den drei Brüdern Aprile stammen.
Seine Werke in Sevilla sind von Bedeutung für die Entstehung der frühen spanischen Frührenaissance.